# Kükita
Kükita est un village de la commune de Kasepää du Comté de Jõgeva en Estonie.
Au 31 décembre 2011, il compte 188 habitants.